# Bouchon (Somme)
 Bouchon  es una población y comuna francesa, en la región de Picardía, departamento de Somme, en el distrito de Amiens y cantón de Picquigny.

## Demografía
| 166 | 129 | 145 | 163 | 135 | 140 | 150 |
| Para los censos de 1962 a 1999 la población legal corresponde a la población sin duplicidades (Fuente: INSEE [Consultar]) |     |     |     |     |     |     |